# Chéri-Bibi (film, 1955)
Pour les articles homonymes, voir Chéri-Bibi (homonymie).
Pour plus de détails, voir Fiche technique et Distribution.
Chéri-Bibi est un film franco-italien réalisé par Marcello Pagliero et sorti en 1955. 

## Synopsis
Accusé à tort d’un crime qu'il n'a pas commis, Chéri-Bibi est condamné à la prison pénitentiaire sur l’île du Diable en Guyane française. Au cours du voyage, il mène une mutinerie qui rend les prisonniers maîtres à bord du navire. Plus tard, il rencontre un radeau de fortune ayant à son bord Maxime du Touchais, le mari de Cécily, la femme que Chéri-Bibi aime. Supprimant le naufragé et prenant son identité, Chéri-Bibi décide de retourner en France pour se venger des responsables de son destin et chercher un nouvel avenir avec Cécily.

## Fiche technique
- Titre : Chéri-Bibi
- Réalisation : Marcello Pagliero
- Scénario : Paul Mesnier, d'après le roman de Gaston Leroux
- Photographie : Mario Montuori
- Décors : Franco Lolli
- Son : Oscar Di Santo
- Musique : Georges Auric
- Montage : Giuliana Attenni
- Production : Ariel - Memnon Films - Taurus - Union Générale Cinématographique (UGC)
- Pays  de production :  France -  Italie
- Durée : 84 minutes
- Date de sortie : France - 8 juin 1955

## Distribution
- Jean Richard : Chéri-bibi / Maxime du Touchais
- Raymond Bussières : la Ficelle
- Danielle Godet : Cécily du Touchais
- Arnoldo Foà : le Kanak
- Lea Padovani : la comtesse
- Albert Préjean : l'inspecteur Costaud
- Andrée Servilange : Jacqueline
- Carlo Ninchi : le commandant